# Stubbe – Von Fall zu Fall: Stubbes Hunderttausend
Stubbes Hunderttausend ist ein deutscher Fernsehfilm von Christa Mühl aus dem Jahr 1995. Es handelt sich um den vierten Filmbeitrag der ZDF-Kriminalfilmreihe Stubbe – Von Fall zu Fall mit Wolfgang Stumph in der Titelrolle.

## Handlung
Kommissar Wilfried Stubbe kann sich um sein noch frisches Eigenheim in Hamburg und seine Familie kaum kümmern, denn er wird stets zum Einsatz gerufen. Sein Vorgesetzter Gessler überträgt ihm die Klärung eines Überfalls auf einen bekannten Hamburger Straßenmusiker, von dem er annimmt, dass dies schnell erledigt sein wird. Der geschädigte Alfons Müller ist der Meinung den Musikproduzenten Dieter Schaller als Täter erkannt zu haben. Dieser sieht allerdings die Anschuldigung nur als Verleumdung und kann für die Tatzeit ein Alibi vorweisen. Da inzwischen ein erneuter Überfall auf Alfons Müller erfolgt, scheint sich der Fall doch nicht so schnell lösen zu lassen. Stubbe erkennt allmählich ein Tatmuster, als weitere Überfälle auch auf andere Straßenkünstler erfolgen. So gelingt es ihm tatsächlich Dieter Schaller als Anstifter der Übergriffe zu überführen. Er hat die Leute zusammenschlagen lassen, um Schutzgeld von ihnen erpressen zu können.

## Nebenhandlung
Während Wilfried krampfhaft versucht den Fall zu lösen, plant Caroline größere Umbaumaßnahmen am Haus. Dabei setzt sie auch auf die tatkräftige Mithilfe ihres Mannes, um die Kosten im Rahmen zu halten. Tante Charlotte, die die nötigen Geldmittel zur Verfügung stellt, geht davon aus, dass lediglich das defekte Dach repariert wird und ist zunächst über die nun begonnenen Umbauarbeiten mit dem damit verbundenen Lärm wenig begeistert. Sie hat allerdings ihr Kapital kurzfristig dem Finanzexperten Crysantus John anvertraut, in den sie sich wider erwarten verliebt. Ernüchtert muss sie jedoch feststellen, dass er ihr Geld für fünf Jahre fest angelegt und sie  hintergangen hat. Das regt sie derart auf, dass sie einen Herzanfall erleidet und in die Klinik muss. Dort lernt sie eine Patientin kennen, die ihr Mut macht, gegen den Betrüger vorzugehen. Aber auch Wilfried zieht Erkundigungen über Crysantus John ein und kann ihn so als Betrüger überführen.
Aufgrund der angespannten finanziellen Situation und Wilfrieds kurzfristiger OP seines Leistenbruchs, pausieren die Bauarbeiten zunächst eine Woche und werden am Ende aus finanziellen Gründen komplett eingestellt.

## Hintergrund
Der Film wurde in Hamburg und Umgebung gedreht und am 23. Dezember 1995 um 20:15 Uhr im ZDF erstausgestrahlt. Er erschien unter dem Titel Stubbe – Von Fall zu Fall/Folge 1–10 mit neun weiteren Fällen auf DVD.

## Kritik
Für die Kritiker der Fernsehzeitschrift TV Spielfilm war Stubbes Hunderttausend ein „kreuzbraver Routinekrimi“, und sie vergaben dem vierten Stubbe-Fall eine mittlere Wertung, indem sie mit dem Daumen zur Seite zeigten.